# Te doy la vida
Te doy la vida est une telenovela chilienne diffusée du 4 mai au 23 novembre 2016 sur Mega,.

## Acteurs et personnages
- Cristián Riquelme : Fabián Garrido Maldonado
- Celine Reymond : Isidora Valdés Bianchi
- Álvaro Espinoza : Emilio San Martín Gutiérrez
- Maria José Illanes : Daniela Valdés Bianchi
- Carmen Disa Gutiérrez : Ester Maldonado
- Osvaldo Silva : Horacio Valdés
- Cecilia Cucurella : Valeria Bianchi
- Gabriel Prieto : Domingo Garrido
- Carmen Gloria Bresky : Mónica Urriola
- Ramón Llao : Nelson Rodríguez
- Constanza Araya : Giovanna Rodríguez
- Etienne Bobenrieth : Samuel Garrido Maldonado
- María de los Ángeles García : Rosa María Chávez
- Ricardo Vergara : Ayrton Mondaca
- Carmen Zabala : Gabriela Valdés Bianchi
- León Izquierdo : Nicolás San Martín Valdés
- Alejandra Perez Vera : Olga Marín

## Diffusion
- Mega

## Versions
- Te doy la vida (Televisa, 2020)

### Sources
- (es) Cet article est partiellement ou en totalité issu de l’article de Wikipédia en espagnol intitulé « Te doy la vida » (voir la liste des auteurs).